# Buguda
Buguda är en ort i Indien.   Den ligger i distriktet Ganjām och delstaten Odisha, i den östra delen av landet, 1 200 km sydost om huvudstaden New Delhi. Buguda ligger 90 meter över havet och antalet invånare är 14 297.
Terrängen runt Buguda är platt åt sydväst, men åt nordost är den kuperad. Runt Buguda är det tätbefolkat, med 266 invånare per kvadratkilometer. Närmaste större samhälle är Polasara, 12,9 km söder om Buguda. Omgivningarna runt Buguda är en mosaik av jordbruksmark och naturlig växtlighet.